# Leucospis femoricincta
Leucospis femoricincta är en stekelart som beskrevs av Boucek 1974. Leucospis femoricincta ingår i släktet Leucospis och familjen Leucospidae.
Artens utbredningsområde är Vietnam. Inga underarter finns listade i Catalogue of Life.